# Station Göschwitz (Saale)
Station Göschwitz (Saale) is een spoorwegstation in de Duitse plaats Jena (stadsdeel Göschwitz). Het station werd in 1876 geopend.